# Виницкий, Константин Ефимович
Константин Ефимович Виницкий (28.04.1924, Брянск — 28.02.2006, Москва) — российский учёный в области открытой разработки угольных месторождений, доктор технических наук, профессор, лауреат Государственной премии СССР (1984).

## Биография
Участник Великой Отечественной войны, в действующей армии с ноября 1941 года, окончил Томское артиллерийское училище. В ноябре 1943 года демобилизован по ранению.
С отличием окончил Московский горный институт (сейчас – Горный институт НИТУ «МИСиС») (1949) и был оставлен в аспирантуре при кафедре открытых горных работ.
После защиты кандидатской диссертации (1953) работал во Всесоюзном научно-исследовательском угольном институте (ВУГИ, затем ННЦ ГП-ИГД им. А. А. Скочинского) в должностях от младшего научного сотрудника до заместителя директора.
Доктор технических наук, профессор.
Лауреат Государственной премии СССР (1984)— за создание шагающих экскаваторов большой единичной мощности и внедрение на их основе бестранспортных систем разработки угольных месторождений восточных районов страны.
Заслуженный деятель науки и техники РСФСР.
Автор научных исследований, направленных на совершенствование существующих и создание новых технологий и технических средств открытых горных работ.
Награждён орденами Отечественной войны 2-й (1944) и 1-й (1985) степеней.
Умер в 2006 году. Урна с прахом захоронена в колумбарии на Ваганьковском кладбище.